# Crundmáel Erbuilc
Crundmáel Erbuilc mac Rónáin (mort en 656) est un roi de Leinster issu de la lignée des Uí Cheinnselaigh de Laigin. Il est le fils putatif de  Rónán mac Colmáin (mort en 625), un précédent roi du sept Sil Chormaic.

## Problématique
Son accession au trône de Leinster comme à celui des  Uí Cheinnselaigh ne peut être datée avec précision. Le problème est lié
au fait que l'on ne sait pas avec certitude si son père Rónán mac Colmáin Már était issu des Uí Dúnlainge ou des Uí Cheinnselaigh. Son homonyme Crundmáel Bolg Luatha mac Áedo qui était roi des Uí Cheinnselaig est tué lors de la bataille de Duma Aichir en 628 par Fáelán mac Colmáin (mort en 666) des Uí Dúnlainge qui devient roi de Leinster en 634. Crundmáel Erbuilc devient roi des Ui Chennselaig en 647 à la mort de Colgu Bolg Luatha mac Crundmail.
Le Livre de Leinster donne à  Faelan un règne de trente ans et fixe son obit à 666 les Annales semblent être une interpolation basée sur les listes de rois. Il est plus probable qu'il meurt avant  656 lorsque Crundmáel Erbuilc mac Rónáin est dénommé roi de Leinster lors de l'obit de sa mort. Les Annales d'Ulster le présentent comme un roi de Leinster mais les Annales de Tigernach le nomment Roi de Sud-Leinster. Son successeur est Fiannamail mac Máele Tuile des Uí Máil.

## Postérité
Son fils Áed Rón est l'ancêtre de la lignée des  Ríg Ua nDróna et son fils  Fiachra est l'ancêtre du roi du Leinster postérieur Áed mac Colggen (mort en 738). Avec son épouse Faílend ingen Suibne des Déisi Muman il a une fille  Eithne qui épouse Failbe mac Domnaill des Uí Bairrche. Il a comme successeur comme roi des 
Uí Cheinnselaig son frère Cummascach mac Rónáin.

## Sources primaires
- Annales d'Ulster sur CELT: Corpus of Electronic Texts at University College Cork
- Annales de Tigernach sur CELT: Corpus of Electronic Texts at University College Cork
- Livre de Leinster,Rig Laigin et Rig Hua Cendselaig sur CELT: Corpus of Electronic Texts at University College Cork

## Sources secondaires
- (en) T.W Moody, F.X. Martin, F.J. Byrne, A New History of Ireland IX Maps, Genealogies, Lists. A companion to Irish History part II, Oxford, Oxford University Press, 2011, 690 p. (ISBN 978-0-19-959306-4)
- (en) Francis John Byrne, Irish Kings and High-Kings, Dublin, Four Courts Press, 2001, 341 p. (ISBN 978-1-85182-196-9)
- (en) T.M. Charles-Edwards, Early Christian Ireland, Cambridge, Cambridge University Press, 2000, 707 p. (ISBN 0-521-36395-0, lire en ligne)